# A la sombra del granado
A la sombra del granado es una novela histórica escrita en 1992 por el escritor e historiador pakistaní Tariq Ali.

## Argumento
Tras la toma de Granada por los Reyes Católicos en 1492, los musulmanes que quisieran permanecer en tierras cristianas estaban obligados a convertirse al catolicismo o a abandonar las tierras que sus antepasados habían habitado durante ocho siglos.
Tariq Ali nos relata la crónica del desmembramiento de las últimas comunidades árabes en España y de los que resistieron camuflando su verdadera religión bajo las costumbres cristianas o quién se refugió en las montañas y peleó por ella.